# Симеон Иванович Гордый
Семён Ива́нович (Симео́н Иоа́ннович) по прозвищу Го́рдый, в постриге Созонт (7 сентября 1317 — 27 апреля 1353) — князь Московский и великий князь Владимирский с 1340 по 1353, князь Новгородский с 1346 по 1353. Старший сын великого князя Ивана Калиты и его первой супруги княгини Елены.

## Великий князь
Сразу после смерти Ивана Калиты все основные русские князья выехали в Орду, к Узбек-хану. Иван за время своего княжения успел обидеть их всех (купил ярлыки на Ростовское, Углицкое, Дмитровское, Галицкое, Белозерское княжества, разорил Тверь и добился казни тверских князей, постоянно требовал новых выплат с Новгорода, пытался отобрать у суздальского князя Нижний Новгород, взял в плен ярославского князя, переманивал на свои земли как бояр, так и простых людей). И все князья Владимирской Руси, не желая наследника Калиты — Симеона Ивановича, — предлагали хану выдать ярлык на великое княжение Владимирское Константину Васильевичу Суздальскому, старшему из них по лествичному праву.
Пока Симеон находился в Орде, в Москве вспыхнула первая крупная рознь между боярами, вызванная смертью московского тысяцкого Протасия Фёдоровича, который был тысяцким при Данииле Александровиче и Юрии и Иване Данииловичах. В Москве к тому времени сформировались уже две основные боярские группировки. Первую возглавлял сын умершего тысяцкого Василий Протасьевич Вельяминов. Вторую — Алексей Петрович Хвост Босоволков, сын того рязанского боярина, который изменой в 1301 году своему князю Константину Рязанскому обеспечил себе высокое место в московской боярской думе.
Через несколько месяцев раздумий хан выдал ярлык Симеону, по которому «вси князи Русскии под руце его даны». Симеон заключил с братьями договор «бысть им за один до живота и безобидно владеть каждому своим». В указанной грамоте Симеон Гордый величается великим князем всея Руси. Симеон венчался шапкой Мономаха во владимирском Успенском соборе на великое княжение. По возвращении в Москву на боярской думе прошёл суд между Василием Вельяминовым и Алексеем Босоволковым. Тысяцким стал Василий Вельяминов. Также Симеон заключил первые известные внутримосковские договоры со своими братьями о разделе владений.

### Конфликт с Новгородом
Ещё в 1333 году великий князь Иван I, растратив изрядные средства в Орде, да к тому же ещё затевая к приезду митрополита Феогноста строительство нового каменного храма в Москве, потребовал от новгородцев выплаты дани в увеличенном размере. Те отказали. Войска Ивана заняли Торжок и Бежецкий Верх. Новгородский архиепископ Василий (Калика), опасаясь войск Ивана и шведов, поехал в Псков и заключил мир между Псковом и Новгородом.
После этих событий Иван с помощью митрополита Феогноста, только что приехавшего в Москву, заключил сепаратный мир с врагом Новгорода — Гедимином. Мир скрепили браком Симеона Ивановича с дочерью Гедимина Айгустой (в крещении Анастасией).
На момент смерти его отца, Ивана Калиты, Новгородская земля и Москва находились в состоянии войны, вызванной требованием Калиты об уплате «запроса царёва». До возвращения Симеона с ярлыком великого князя из Орды новгородцы успели организовать походы на свои отторгнутые Устюжну и Белоозеро. Вернувшись из Орды, Симеон начал подготавливать активные действия против Новгорода. Был занят город Торжок, где оставлены великокняжеские наместники во главе с князем Михаилом Давыдовичем Моложским, братом ярославского князя. Затем к Торжку подошла новгородская помощь, город был занят, а великокняжеские наместники во главе с моложским князем взяты в плен.
Князья предоставили свои военные контингенты Симеону для похода на Новгород. Когда войска дошли до Торжка, к ним присоединился митрополит Феогност. В Торжке вспыхнуло народное восстание, в результате которого новгородские бояре были изгнаны, а поддерживающие их местные бояре убиты. Вскоре в Торжок с посольством прибыл новгородский архиепископ Василий (Калика). Был заключён мир. Новгород признал Симеона князем и выплатил дань как ему, так и всем князьям — участникам похода. Симеон Гордый был титульным новгородским князем с 1346 по 1353 год.
При его правлении в 1348 году произошло отложение Пскова от Новгорода, после чего псковичи получили право выбора своих посадников. Единственной причиной, по которой Псков оставался в составе Новгородской земли, были церковные вопросы (новгородские архиепископы ставили псковских епископов). По отложении Пскова от Новгорода Псков признаёт московского князя своим главой и соглашается избирать на псковское княжение лиц, угодных великому князю.

### Конфликт с Литвой
Укреплению власти способствовал поход на Торжок в 1341 году, в котором была взята дань в 1000 рублей.
В том же 1341 году обеспокоенный усилением Москвы великий князь литовский Ольгерд, занявший престол после борьбы между братьями Гедиминовичами, провёл безуспешный поход на Можайск.
Тогда Ольгерд отправил брата Кориата в Золотую Орду к хану Джанибеку с просьбой послать войско ему на помощь.

Хан, занятый в то время войной с улусом Хулагидов, выдал Кориата Семёну, что заставило Ольгерда просить мира у московского князя. Примерно в то же время Семён женился на дочери Александра Михайловича Тверского и даже поддержал претензии его сына Всеволода на тверское княжение. Но уже в 1349 году Ольгерд в противовес Симеону женился на другой дочери Александра Михайловича Тверского Ульяне Александровне, а Семён выдал дочь, оказавшуюся его единственной наследницей из-за последующей смерти всех его сыновей, за сына кашинского князя Василия Михайловича. Эти династические связи предопределили расклад сил в будущей московско-литовской войне 1368—1372 годов.
В 1351 году Гордый продолжил борьбу с Литвой, предприняв поход на Смоленск и заставив Смоленское княжество «отложиться» от Литвы.

## Смерть
Симеон Гордый умер от неназванной в летописи болезни, позднее исследователями было высказано предположение, что причиной смерти князя и членов его семьи была чума.
Известно, что эпидемия «Чёрной смерти» дошла до Пскова, миновав Литву и Польшу, однако достоверных подтверждений чумного мора в Москве в летописях и документах того времени не содержится.
Примерно в то время, когда умер Симеон Гордый, ушли из жизни два его малолетних сына (Иван и Семён), младший брат Андрей Иванович Серпуховской и московский митрополит Феогност.
Великий князь Симеон Гордый перед смертью (1353) постригся в монахи в великокняжеском Спасо-Преображенском монастыре, приняв имя инока Созонта, и сделал духовное завещание, к тексту которого привешены 3 печати; одна из них серебряная, вызолоченная, с надписью «печать Князя Великого Симеонова всея Руси», а две другие восковые, сохранились в измятом состоянии. Данное завещание дошло до наших дней. Когда он умирал, в живых уже не осталось ни одного из его сыновей, но в надежде на то, что его жена Мария была беременна сыном, он в завещании передал всё жене для того, чтобы через неё передать всё будущему сыну. Но ситуация развивалась иначе, и московский, а затем и владимирский престол перешёл к младшему брату Симеона Ивану Ивановичу Красному.
Похоронен в монастырском соборе Спаса на Бору, но в октябре 1508 года Великий князь Василий III «повелел уготовить места и перенести мощи прародителей своих Великих князей Русских» в новый Архангельский собор с указанием правил захоронения:6.
Его останки вслед за останками его отца Ивана Калиты были перезахоронены в некрополе Архангельского собора.

## Семья и дети
Айгуста (Августа), в православном крещении Анастасия (ум. 1345 г.) — дочь Великого князя Литовского Гедимина. В браке с 1333 по 1345 г. Родила двух сыновей. На её деньги в 1345 году расписана церковь Спаса на Бору. Расписал её Гойтан.
- Василий Симеонович (1336—1337)
- Константин Симеонович  (1340—1340)
- Василиса Симеоновна — с 1349 года супруга князя Михаила Васильевича Кашинского.

Евпраксия Фёдоровна — дочь дорогобужско-вяземского князя Фёдора Святославовича. В браке с 1345 года — около года. Отослал обратно к отцу, фактически развёлся, по не совсем понятной причине уже в конце 1345 года. Выдана второй раз замуж за удельного князя Фёдора Константиновича Красного (или Большого) Фоминского, от которого у неё родились четыре сына: Михаил Крюк, Иван Собака, Борис Вепрь, Иван Уда (см. Фоминские князья).
Мария Александровна — дочь Александра Михайловича Тверского. В браке с 1347 года. Родила четверых сыновей. Умерла в 1398 году, приняв монашество под именем Фотиния. Этот брак митрополит Феогност вначале отказался одобрить, но позже поддался уговорам Симеона. Побудительным мотивом всех этих действий Симеона было желание, чтобы у него появился наследник, но все его сыновья умирали в раннем возрасте. Последние два сына умерли в одно время с самим Симеоном (в 1353 году).
- Даниил Симеонович (15 декабря 1347—?)| Московские князья (1276—1598)                                                                                                                                                                                                                                                                  |
| --- |
| - Даниил Александрович - Юрий Данилович - Иван I Калита - Симеон Гордый - Иван II Красный - Дмитрий Донской - Василий I - Василий II Тёмный - Иван III Великий - Василий III, жена Елена Глинская - Иван IV Грозный - Фёдор I Иоаннович - Юрий Звенигородский - Василий Косой - Дмитрий Шемяка |
- Михаил Симеонович (1348—1348)
- Иван Симеонович (1349 — март 1353)[9]
- Симеон Симеонович (3 февраля 1352 — март 1353)[9]

## Интересные факты
В правление Семёна в Москве появилась тряпичная бумага, которая заменила пергамент. На ней написаны его договор с братьями и завещание.
При его правлении брат его будущего духовника Стефана, ещё малоизвестный монах Сергий из Радонежа, основал под Москвой Троицкую обитель.
Семёну Гордому принадлежало уникальное по своему художественному оформлению Евангелие-Апостол (ныне в собрании Российской государственной библиотеки).

## В культуре
- Симеон Иванович действует в романах Дмитрия Балашова «Бремя власти» и «Симеон Гордый».
- Персонаж романа Николая Полевого «Клятва при гробе Господнем. Русская быль XV века» (1832).